# Фотонний кристал
Фотонний кристал — твердотільна структура з періодично змінною діелектричною проникністю або неоднорідністю, період якої співвимірний з довжиною хвилі світла.

## Визначення
1. Це матеріал, структура якого характеризується періодичною зміною показника заломлення у просторових напрямках[1].
2. В іншій роботі[2] зустрічається розширене визначення фотонних кристалів - "фотонними кристалами прийнято називати середовища, в яких діелектрична проникність періодично змінюється в просторі з періодом, що допускає бреггівську дифракцію світла».
3. В третій роботі[3] зустрічається визначення фотонних кристалів в іншій формі — «вже більше 10 років на слуху "структури з фотонною забороненою зоною" які отримали коротку назву фотонні кристали (photonic crystals)».
4. Фотонні кристали - просторово-періодичні твердотільні структури, діелектрична проникність яких промодульована з періодом, який можна порівняти з довжиною хвилі світла[4]

## Загальна інформація

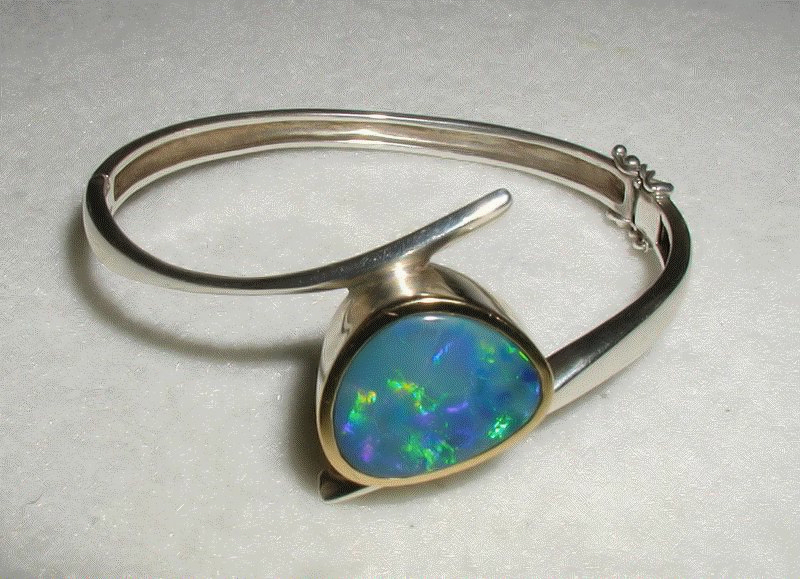
Мал. 1. Фото браслета з опалом. Опал є природним фотонним кристалом.

Фотонні кристали, завдяки періодичній зміні показника заломлення, дозволяють отримати дозволені і заборонені зони для енергій фотонів, подібно до напівпровідникових матеріалів, в яких спостерігаються дозволені і заборонені зони для енергій носіїв заряду. Практично, це означає що якщо на фотонний кристал падає фотон, що має енергію (довжину хвилі, частоту), яка відповідає забороненій зоні даного фотонного кристала, то він не може поширюватися в фотонному кристалі і відбивається назад. І навпаки, це означає що якщо на фотонний кристал падає фотон, що має енергію (довжину хвилі, частоту), яка відповідає дозволеній зоні даного фотонного кристала, то він може поширюватися в фотонному кристалі. Іншими словами, фотонний кристал виконує функцію оптичного фільтра, і саме цими його властивостями обумовлені яскраві і барвисті кольори опала в браслеті, який показаний на малюнку. У природі фотонні кристали також зустрічаються: на крилах африканських метеликів-косатців (Princeps nireus), перламутрове покриття раковин молюсків, таких, як галіотіси, вусики морської миші і щетинки багатощетинкового черв'яка.

## Класифікація фотонних кристалів
Фотонні кристали за характером зміни показника заломлення можна поділити на три основні класи:

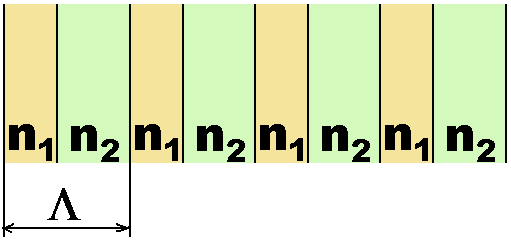
Мал. 2. Схематичне подання одновимірного фотонного кристала

1. одновимірні, в яких коефіцієнт заломлення періодично змінюється в одному просторовому напрямку як показано на мал. 2. На цьому малюнку символом Λ позначено період зміни показника заломлення, {\displaystyle n_{1}} и {\displaystyle n_{2}} — показники заломлення двох матеріалів (але в загальному випадку може бути наявним довільне число матеріалів). Такі фотонні кристали складаються з паралельних один одному шарів різних матеріалів з різними показниками заломлення і можуть виявляти свої властивості в одному просторовому напрямку, перпендикулярному шарам.

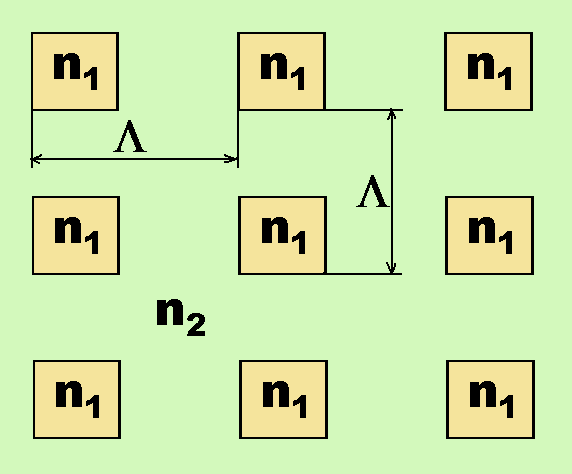
Мал. 3. Схематичне подання двовимірного фотонного кристала

2. двомірні, в яких коефіцієнт заломлення періодично змінюється в двох просторових напрямах як показано на мал. 3. На цьому малюнку фотонний кристал утворений прямокутними областями з показником заломлення {\displaystyle n_{1}}, які знаходяться у середовищі з показником заломлення {\displaystyle n_{2}}. При цьому, ділянки з показником заломлення {\displaystyle n_{1}} упорядковані в двовимірній кубічній ґратці. Такі фотонні кристали можуть виявляти свої властивості в двох просторових напрямах, і форма ділянок з показником заломлення {\displaystyle n_{1}} не обмежується прямокутниками, як на малюнку, а може бути будь-якою (кола, еліпси, довільна тощо). Кристалічна ґратка, в якій упорядковані ці ділянки, також може бути іншою, а не лише кубічною, як на наведеному малюнку.
3. тривимірні, в яких коефіцієнт заломлення періодично змінюється в трьох просторових напрямках. Такі фотонні кристали можуть виявляти свої властивості в трьох просторових напрямках, і їх можна уявити як масив об'ємних ділянок (сфер, кубів тощо), упорядкованих у тривимірній кристалічній ґратці.
Як і електричні середовища в залежності від ширини заборонених і дозволених зон, фотонні кристали можна поділити на провідники - здатні проводити світло на великі відстані з малими втратами, діелектрики - практично ідеальні дзеркала, напівпровідники - речовини здатні, наприклад, вибірково відбивати фотони певної довжини хвилі і надпровідники, в яких, завдяки колективним явищам, фотони здатні поширюватися практично на необмежені відстані.
Також розрізняють резонансні і нерезонансні фотонні кристали. Резонансні фотонні кристали відрізняються від нерезонансних тим, що в них використовуються матеріали, в яких діелектрична проникність (або показник заломлення) як функція частоти має полюс на деякій резонансній частоті.
Будь-яка неоднорідність у фотонному кристалі (наприклад, відсутність одного або декількох квадратів на мал. 3, їх більший або менший розмір відносно квадратів оригінального фотонного кристала тощо) називають дефектом фотонного кристала. В таких ділянках часто зосереджується електромагнітне поле, що використовується в мікрорезонаторах і хвилеводах, побудованих на основі фотонних кристалів.

## Методи теоретичного дослідження фотонних кристалів, чисельні методи та програмне забезпечення
Фотонні кристали дозволяють проводити маніпуляції з електромагнітними хвилями оптичного діапазону, причому характеристичні розміри фотонних кристалів часто близькі до величини довжини хвилі. Тому до них не застосовні методи променевої теорії, а використовується хвильова теорія і розв'язки рівнянь Максвелла. Рівняння Максвелла можуть бути розв'язані аналітично і чисельно, але саме чисельні методи рішення використовуються для дослідження властивостей фотонних кристалів найчастіше через їх доступність та легке налаштування під розв'язувану задачу.
Доречно також згадати, що використовується два основні підходи до розгляду властивостей фотонних кристалів - методи для часової області (які дозволяють отримати розв'язок задачі в залежності від часової змінної) і методи для частотної області (які надають розв'язок задачі у вигляді функції від частоти) .
Методи для часової області зручні щодо динамічних задач, які передбачають залежність електромагнітного поля від часу. Вони також можуть бути використані для розрахунку зонних структур фотонних кристалів, проте практично складно буває виявити положення зон У вихідних даних таких методів. Крім того, при розрахунку зонних діаграм фотонних кристалів використовується перетворення Фур'є, частотна роздільність якого залежить від загального часу розрахунку методу. Тобто для отримання більшої роздільності в зонній діаграмі потрібно витратити більше часу на виконання розрахунків. Є ще й інша проблема - часовий крок таких методів повинен бути пропорційний розміру просторової сітки методу. Вимога збільшення частотної роздільності зонних діаграм вимагає зменшення часового кроку, а отже й розміру просторової сітки, збільшення числа ітерацій, необхідної оперативної пам'яті комп'ютера і часу розрахунку. Такі методи реалізовані у відомих комерційних пакетах моделювання Comsol Multiphysics (використовується метод скінченних елементів для розв'язування рівнянь Максвелла), RSOFT Fullwave (використовує метод скінченних різниць),  самостійно розроблені дослідниками програмні коди для методів скінченних елементів і різниць та ін.
Методи для частотної області зручні насамперед тим, що розв'язування рівнянь Максвелла відбувається відразу для стаціонарної системи, і безпосередньо з розв'язку визначаються частоти оптичних мод системи, що дозволяє швидше розраховувати зонні діаграми фотонних кристалів, ніж з використанням методів для часової області. До їх переваг можна віднести число ітерацій, яке практично не залежить від роздільності просторової сітки методу і те, що помилка методу чисельно спадає експоненціально з числом проведених ітерацій. Недоліками методу є необхідність розрахунку власних частот оптичних мод системи в низькочастотної області для того, щоб розрахувати частоти в більш високочастотної області, і природно, неможливість опису динаміки розвитку оптичних коливань в системі. Дані методи реалізовані в безкоштовному пакеті програм MPB і комерційному пакеті. Обидва згадані програмні пакети не можуть розраховувати зонні діаграми фотонних кристалів, в яких один або кілька матеріалів мають комплексні значення показника заломлення. Для дослідження таких фотонних кристалів використовується комбінація двох пакетів компанії RSoft - BandSolve і FullWAVE, або використовується метод збурення
Безумовно, теоретичні дослідження фотонних кристалів не обмежуються тільки розрахунком зонних діаграм, а також вимагають і знань про стаціонарні процеси при поширенні електромагнітних хвиль у фотонних кристалах. Прикладом є завдання дослідження спектру пропускання фотонних кристалів. Для таких задач можна використовувати обидва згадані вище підходи, виходячи зі зручності та їх доступності, а також методи матриці переносу випромінювання, програма для розрахунку спектрів пропускання і відбивання фотонних кристалів, що використовує даний метод, програмний пакет pdetool, який входить до складу пакета Matlab і вже згаданий вище пакет Comsol Multiphysics.

## Виготовлення фотонних кристалів
Існує багато методів виготовлення фотонних кристалів, і нові методи продовжують з'являтися. Деякі методи більше підходять для формування одновимірних фотонних кристалів, інші зручні для двовимірних, треті застосовні частіше до тривимірних фотонних кристалів, четверті використовуються при виготовленні фотонних кристалів на інших оптичних приладах і т. д. Розглянемо найвідоміші з цих методів.

### Методи, що використовують самовільне формування фотонних кристалів
У разі самовільного формування фотонних кристалів використовуються колоїдні частинки (найчастіше використовуються монодисперсні кремнієві або полістирольні частинки, але й інші матеріали поступово стають доступними для використання в міру розробки технологічних методів їх отримання), які перебувають в рідині і в міру випаровування рідини осаджуються в певному об'ємі. У міру їх осадження один на одного, вони формують тривимірний фотонний кристал, і упорядковуються переважно в гранецентровану або гексагональну кристалічні ґратки. Цей метод достатньо повільний, формування фотонного кристала може тривати тижнями.
Інший метод самовільного формування фотонних кристалів, називаний стільниковим методом, передбачає фільтрування рідини, в якій знаходяться частинки, через маленькі пори. Цей метод представлений в роботах, дозволяє сформувати фотонний кристал зі швидкістю, що визначається швидкістю протікання рідини через пори, але при висиханні такого кристала в ньому утворюються дефекти.
В роботі було запропоновано метод вертикального осадження, який дозволяє створювати високоупорядковані фотонні кристали більшого розміру, ніж дозволяють отримати вищеописані методи.

### Методи травлення
Методи травлення найбільш зручні для виготовлення двовимірних фотонних кристалів і є широко використовуваними технологічними методами при виробництві напівпровідникових приладів. Ці методи засновані на застосуванні маски з фоторезисту (яка задає, наприклад, масив кіл), осадженої на поверхні напівпровідника, яка задає геометрію області травлення. Ця маска може бути отримана в рамках стандартного фотолітографічного процесу, за яким слідує травлення поверхні зразка з фоторезистом сухим або вологим методом. При цьому, в тих ділянках, в яких знаходиться фоторезист, відбувається травлення поверхні фоторезисту, а в ділянках без фоторезисту - травлення напівпровідника. Так триває до тих пір, поки не буде досягнута потрібна глибина травлення і після цього фоторезист змивається. Таким чином формується найпростіший фотонний кристал. Недоліком даного методу є використання фотолітографії, найбільш поширена роздільність якої складає близько одного мікрона.
Найчастіше, для досягнення потрібної роздільності використовується комбінація стандартного фотолітографічного процесу з літографією за допомогою електронного пучка. Пучки сфокусованих йонів (найчастіше йонів Ga) також застосовуються при виготовленні фотонних кристалів методом травлення, вони дозволяють видаляти частину матеріалу без використання фотолітографії і додаткового травлення. Сучасні системи, що використовують сфокусовані іонні пучки, використовують так звану "карту травлення" записану в файли спеціального формату, яка описує, де пучок іонів буде працювати, скільки імпульсів іонний пучок повинен послати в певну точку і т. д. Таким чином, створення фотонного кристала за допомогою таких систем максимально спрощене - досить створити таку "карту травлення" (за допомогою спеціального програмного забезпечення) в якій буде визначена періодична область травлення, завантажити її в комп'ютер, що керує установкою сфокусованого іонного пучка і запустити процес травлення. Для більшої швидкості травлення, підвищення якості травлення або ж для осадження матеріалів всередині витравлених областей використовуються додаткові гази. Матеріали, осаджені у витравлені області, дозволяють формувати фотонні кристали з періодичним чергуванням не тільки вихідного матеріалу і повітря, але й вихідного матеріалу, повітря і додаткових матеріалів. Приклад осадження матеріалів за допомогою даних систем можна знайти в джерелах.

### Голографічні методи
Голографічні методи створення фотонних кристалів базуються на застосуванні принципів голографії, для формування періодичного змінення показника заломлення в просторових напрямах. Для цього використовується інтерференція двох або більше когерентних хвиль, яка створює періодичний розподіл інтенсивності електричного поля. Інтерференція двох хвиль дозволяє створювати одновимірні фотонні кристали, трьох і більше променів - двомірні і тривимірні фотонні кристали.

### Інші методи створення фотонних кристалів
Однофотонна фотолітографія і двофотонна фотолітографія дозволяють створювати тривимірні фотонні кристали з роздільністю 200 нм і використовують властивість деяких матеріалів, таких як полімери, які чутливі до одно- і двофотонного опромінення і можуть змінювати свої властивості під впливом цього випромінювання.
Літографія за допомогою пучка електронів є дорогим, але високоточним методом для виготовлення двовимірних фотонних кристалів У цьому методі, фоторезист, який змінює свої властивості під дією пучка електронів, опромінюється пучком в певних місцях для формування просторової маски. Після опромінення, частина фоторезисту змивається, а частина, що залишилася, використовується як маска для травлення в подальшому технологічному циклі. Найбільша роздільність цього методу — 10 нм.
Літографія за допомогою пучка йонів схожа за своїм принципом, тільки замість пучка електронів використовується пучок йонів. Переваги літографії за допомогою пучка йонів над літографією за допомогою пучка електронів полягають у тому, що фоторезист більш чутливий до пучків іонів, ніж електронів і відсутній "ефект близькості" («proximity effect»), який обмежує мінімально можливий розмір області при літографії за допомогою пучка електронів.